# Gage County
Gage County is een county in de Amerikaanse staat Nebraska.
De county heeft een landoppervlakte van 2.215 km² en telt 22.993 inwoners (volkstelling 2000). De hoofdplaats is Beatrice.

## Bevolkingsontwikkeling

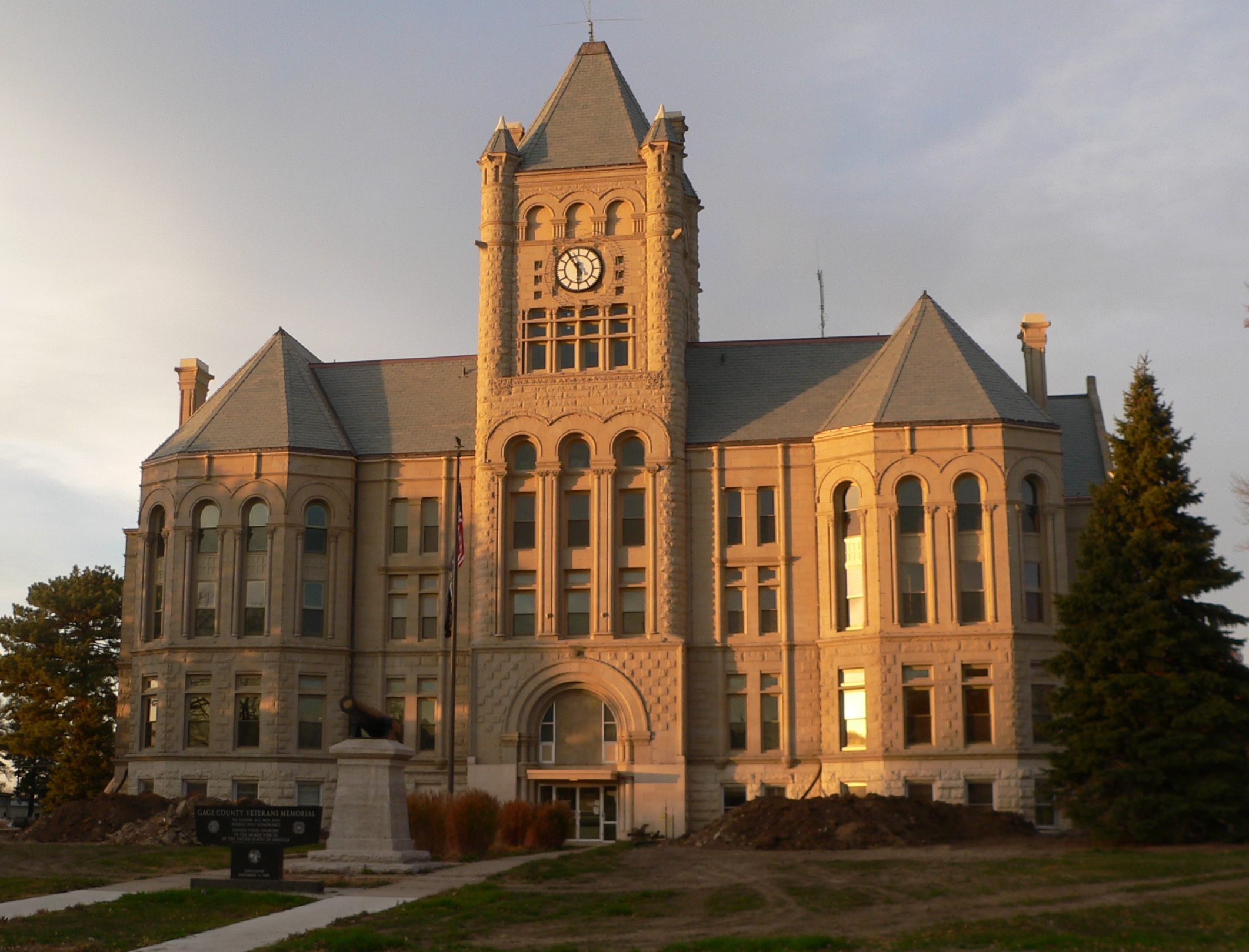
Gage County Courthouse